# Tartak, Kameanka-Buzka
Tartak (în ucraineană Тартак) este un sat în comuna Sileț din raionul Kameanka-Buzka, regiunea Liov, Ucraina.

## Demografie
Componența lingvistică a localității Tartak
     Ucraineană (100%)
Conform recensământului din 2001, toată populația localității Tartak era vorbitoare de ucraineană (100%).